# ゴルフクラブツインフィールズ
ゴルフクラブツインフィールズ（Golf Club Twin Fields）は、石川県小松市里川町に広がるゴルフ場である。

## 概要
ゴルフクラブツインフィールズは、新たなゴルフ場建設に向け、「ツインフィールズ株式会社」がゴルフ場経営に乗り出したことに始まる。コース設計は竹村秀夫が行い、1992年（平成4年）10月10日、36ホール規模のゴルフ場が開場された。その後、2011年（平成23年）8月28日、ツインフィールズ株式会社は、民事再生手続き開始の申請、2012年（平成24年）5月20日、再生手続開始決定を受け、自主再建型の再生計画案を提出。2012年（平成24年）6月11日、ツインフィールズ株式会社は、再生手続の中止命令を受け、会社更生手続に移行、
同年8月27日、再生法の適用を申請。2013年（平成25年）3月29日、一般社団法人を設立し、会員による自主再建を目指し、同年10月10日、ツインフィールズ株式会社は更生手続き開始を決定した。また、日本のプロゴルフメジャー大会の1つ、日本プロゴルフ協会主催競技でもあり、日本選手権大会に相当する、日本プロゴルフ選手権大会などの大会開催の実績がある。

## 所在地
〒923-0062 石川県小松市里川町1番地 

## コース情報
- 開場日 - 1992年10月10日
- 設計者 - 竹村 秀夫
- 面積 - 2,730,000m2（約82.5万坪）
- コースタイプ - 丘陵コース
- コース - 36ホールズ、パー144、14,013ヤード、コースレート ゴールドコース74.1、ダイヤモンドコース73.1
- グリーン - 2グリーン、ベント（ペンクロス）
- フェアウエイ - コーライ
- ラフ -　ノシバ
- ハザード - バンカー149
- プレースタイル - 乗用カート(5人乗り)リモコン式、キャディ・セルフ選択可
- 練習場 - 18打席 220ヤード
- 休場日 - 無休、12月31日、1月1日[5][6]

## クラブ情報
- ハウス面積 - 8,300m2（2,510坪）
- ハウス設計 - スペース建築研究所[5][6]

## ギャラリー
- コース - 「ゴルフクラブツインフィールズ」、コースガイド、ゴールドコース、「ゴルフクラブツインフィールズ」、コースガイド、ダイヤモンドコース
- ハウス - 「ゴルフクラブツインフィールズ」、施設

## 交通アクセス
- 鉄道 - 北陸本線（JR西日本） - 小松駅よりタクシー利用 約20分
- 道路 - 北陸自動車道 - 小松ICより 14km[7]

## メジャー選手権
- 1999年（平成11年） - 第67回 日本プロゴルフ選手権大会開催[8]

## 関連文献
- 『東商信用録 北陸版』、平成19年版、「ツインフィールズ(株)（石川県金沢市）」、富山 東京商工リサーチ富山支店、2007年9月、2020年9月29日閲覧